# Carolina Reaper
Carolina Reaper – kultywar papryki chili o oficjalnej nazwie "HP22B", wyhodowany przez Eda Currie, który prowadzi PuckerButt Pepper Company w Fort Mill w Stanach Zjednoczonych. Przez pewien czas była to najostrzejsza papryka na świecie – za taką została uznana w Księdze rekordów Guinnessa. Osiąga średnio 1 569 300 w skali Scoville'a z rekordami ponad 2 200 000 SHU. Poprzednią rekordzistką była Trinidad Scorpion Butch T. Powstała w wyniku krzyżowania czerwonej papryki Naga Jolokia i Red Savina. 